# ブロックハウス百科事典

FAブロックハウス社のロゴ

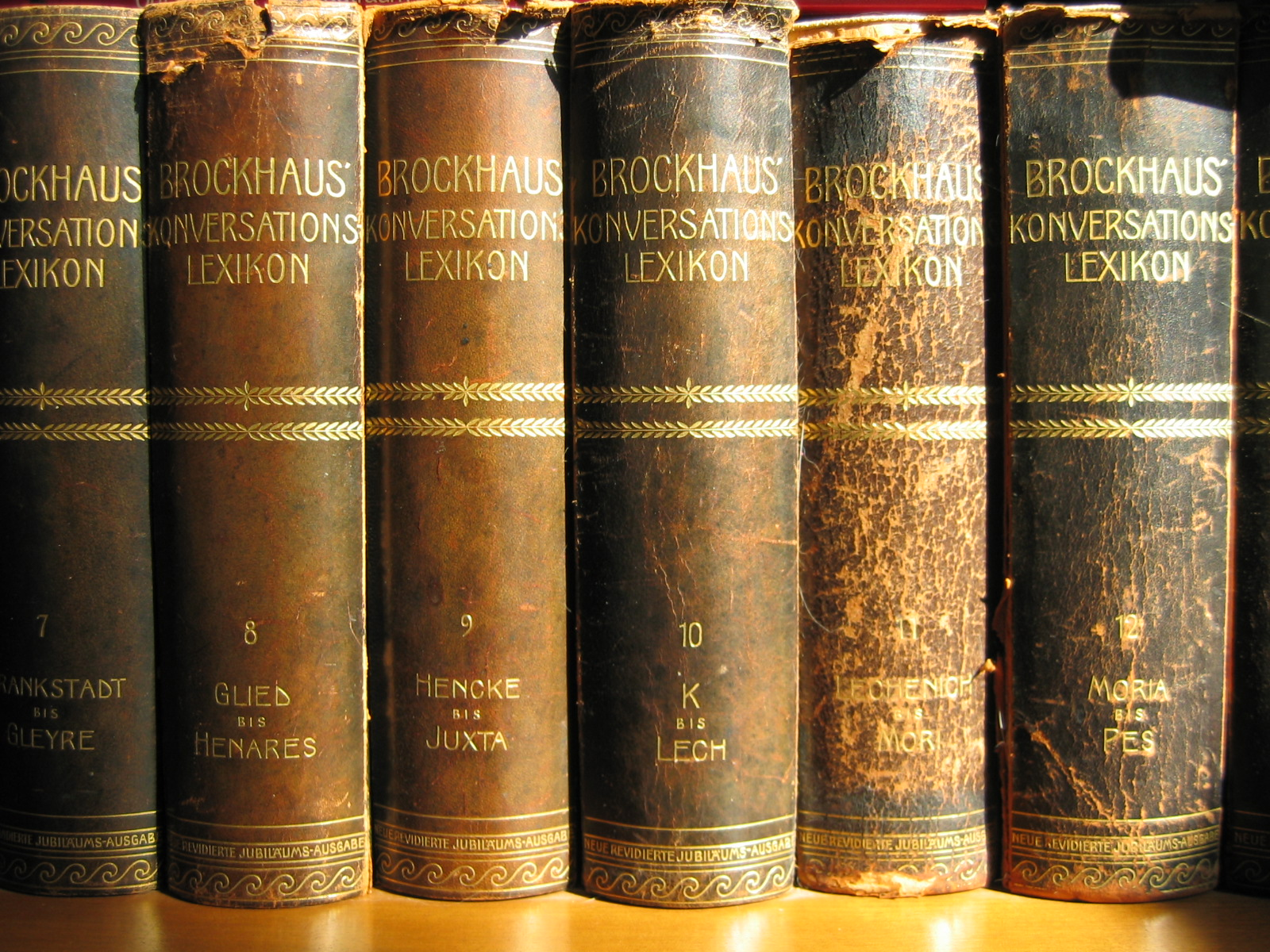
ブロックハウス百科事典第14版（1910年頃）

『ブロックハウス百科事典』（ドイツ語: Brockhaus Enzyklopädie）は、ドイツ語の百科事典である。地理、歴史だけでなく、神話、哲学、自然史など幅広く収録していることが特徴である。
1796年から1808年にかけてライプツィヒで、レナートゥス・ゴットヘルフ・レーベル（Renatus Gotthelf Löbel）とクリスティアン・ヴィルヘルム・フランケ（Christian Wilhelm Franke）によって、『今、特に注目すべき百科事典』（Conversations-Lexikon mit vorzüglicher Rücksicht auf die gegenwärtigen Zeiten）として出版されたものが初版である。1808年、フリードリヒ・アルノルト・ブロックハウスが1,800ターラーで出版権を買い取り、現在のブロックハウス百科事典として出版した。2009年初頭までは、F・A・ブロックハウス社、またはマンハイムのBibliographisches研究所およびF・A・ブロックハウス社から出版されていた。
最終的にベルテルスマン・コンツェルン傘下のヴィッセン・メディア・フェアラークが出版していたが、2013年6月11日にベルテルスマンは出版を辞めてオンライン版を提供することを発表し、2014年2月1日にオンライン版の終了を告知した。

## 関連書籍
以下の百科事典は、ブロックハウス百科事典を元に作られた百科事典である。
- アメリカ大百科事典 （アメリカ）
- チェンバーズ百科事典 （イギリス）
- ブロックハウス・エフロン百科事典 （ロシア帝国）
- ウィンクラー・プリンス百科事典 (オランダ）
- Svenskt Konversations-Lexicon （スウェーデン）
- közhasznú esmeretek tára （ハンガリー）